# Elektron delta
Elektron delta, promieniowanie delta, δ-elektron – elektron uwolniony podczas przechodzenia wysokoenergetycznej cząstki naładowanej przez ośrodek materialny. Mianem elektronów delta określane są te z uwolnionych elektronów, które mają dostatecznie dużą energię, by same powodować jonizację dalszych atomów ośrodka i pozostawić w ten sposób mierzalny ślad. Termin ma znaczenie historyczne i obecnie jest rzadko używany.
Uwaga: nie należy mylić elektronu delta z cząstką (barionem) Δ.

## Mechanizm powstawania
Przechodząca przez materię cząstka naładowana oddziałuje elektromagnetycznie z elektronami na powłokach atomów ośrodka, przekazując im część swego pędu i energii. Przekrój czynny na takie oddziaływanie (czyli prawdopodobieństwo jego zajścia) maleje przy tym szybko ze wzrostem przekazanej energii. Stąd większość oddziaływań skutkuje przekazaniem tylko niewielkiej ilości energii, wystarczającej na przeniesienie uderzonego elektronu na wyższą powłokę (przejście atomu w stan wzbudzony) bądź jonizację atomu i uwolnienie powolnego elektronu. W niewielkiej części oddziaływań uwolnione elektrony mają jednak dostatecznie dużą prędkość, by przebyć w ośrodku znaczną drogę, zanim same utracą uzyskaną energię na wzbudzenia i jonizację kolejnych atomów.

## Obserwacja
Elektrony delta obserwowano początkowo badając tory cząstek alfa zarejestrowane np. w komorze Wilsona lub emulsji jądrowej. Były one widoczne jako krótkie odgałęzienia od głównego śladu cząstki alfa. Nazwano te odgałęzienia promieniowaniem δ, ponieważ δ była kolejną, "wolną" literą alfabetu greckiego po α, β i γ, którymi nazwano różne rodzaje promieniowania jądrowego.
Bardzo efektownie można obserwować elektrony delta powstające w oddziaływaniach z materią wysokoenergetycznych cząstek produkowanych w akceleratorach, przy pomocy detektorów śladowych (np. komory pęcherzykowej) umieszczonych w silnym polu magnetycznym. Ślady elektronów delta widoczne są jako charakterystyczne koła i spirale towarzyszące niemal prostoliniowym śladom cząstek wysokiej energii.